# Loge L'Union (Paramaribo)
Loge L'Union was een vrijmetselaarsloge in Paramaribo. De loge werd in 1773 gesticht door 21 leden met een Joodse signatuur. De oprichters waren Joods-Portugese leden van de Loge Concordia, die daar wegens de spijswetten bezwaarlijk aan de Tafelloge konden deelnemen. Een tafelloge is een maaltijd waaraan leden deelnemen na afloop van een ritueel.
Ze verkreeg de toestemming van de grootloge in Nederland op hetzelfde moment als de loge Concordia in tweede aanleg. Concordia was in 1761 al gesticht, daarna inactief geworden en in 1773 nieuw leven ingeblazen met ondersteuning van de loge La Zélée.
In 1778 verlieten Asjkenazische Joden (Hoogduitse Joden) de loge en richtten een eigen loge op onder de naam De Standvastigheid. L'Union ging hierna verder als een loge voor Sefardische Joden (Portugese en Spaanse Joden). L'Union overleefde ook de Vierde Engelse Oorlog (1780-1784) en behoorde in 1800 tot de vier overgebleven loges in Suriname.
Nadat in 1821 het logegebouw afbrandde, werden in 1829 de werkzaamheden weer hervat. In 1835 fuseerde ze met de De Standvastigheid, onder welke naam beide verder gingen. Rond 1850 ging De Standvastigheid op in Concordia.
Vrijmetselarij · Beginselen · Geschiedenis · Symbolen · Vrijmetselaarsloge · Ordegrondwet · Obediëntie · Regulariteit en irregulariteit · Ritus · Graden · Grootmeester · Gemengde vrijmetselarij · Para-vrijmetselarij · Antivrijmetselarij · Vrijmetselarij in Nederland · Vrijmetselarij in België · Internationale vrijmetselarij
>>> Meer info op Portaal:Vrijmetselarij <<<